# Oval Lingotto
Oval Lingotto je sportovní a výstavní hala v italském Turíně, ve čtvrti Lingotto. Postavena byla v letech 2003–2005 v nadmořské výšce 233 m pro konání rychlobruslařských soutěží na Zimních olympijských hrách 2006, náklady dosáhly částky přibližně 70 milionů eur. Během ZOH 2006 její kapacita činila 6500 diváků, po jejich skončení slouží k různým sportovním a společenským akcím.

## Velké akce
Rychlobruslařské závody proběhly v Ovalu Lingotto pouze v letech 2005–2007, první z nich byl mítink Světového poháru v prosince 2005.
- Rychlobruslení na Zimních olympijských hrách 2006
- Mistrovství světa v šermu 2006
- Rychlobruslení na Zimní univerziádě 2007
- Halové mistrovství Evropy v atletice 2009

## Rekordy rychlobruslařské dráhy
Stav k 24. lednu 2014.
| Závod         | Jméno                                                  | Čas      | Datum          |
| ------------- | ------------------------------------------------------ | -------- | -------------- |
| 500 m         | I Kang-sok                                             | 34,71    | 19. ledna 2007 |
| 1000 m        | Shani Davis                                            | 1:08,89  | 18. února 2006 |
| 1500 m        | Enrico Fabris                                          | 1:44,97  | 3. února 2007  |
| 3000 m        | Sven Kramer                                            | 3:43,21  | 5. února 2006  |
| 5000 m        | Chad Hedrick                                           | 6:14,68  | 11. února 2006 |
| 10 000 m      | Bob de Jong                                            | 13:01,57 | 24. února 2006 |
| stíhací závod | Itálie Matteo Anesi Enrico Fabris Ippolito Sanfratello | 3:43,64  | 15. února 2006 |
| 2×500 m       | I Kang-sok                                             | 69,710   | 19. ledna 2007 |

| Závod         | Jméno                                                           | Čas     | Datum          |
| ------------- | --------------------------------------------------------------- | ------- | -------------- |
| 500 m         | Světlana Žurovová                                               | 38,23   | 14. února 2006 |
| 1000 m        | Marianne Timmerová                                              | 1:16,05 | 19. února 2006 |
| 1500 m        | Ireen Wüstová                                                   | 1:55,01 | 4. února 2007  |
| 3000 m        | Ireen Wüstová                                                   | 4:02,43 | 12. února 2006 |
| 5000 m        | Clara Hughesová                                                 | 6:42,66 | 25. února 2006 |
| stíhací závod | Kanada Kristina Grovesová Cindy Klassenová Christine Nesbittová | 3:01,24 | 15. února 2006 |